# Cirurgião-geral dos Estados Unidos
O cirurgião-geral dos Estados Unidos é o chefe operacional do US Public Health Service Commissioned Corps (PHSCC) e, portanto, o principal porta-voz para questões de saúde pública no governo federal dos Estados Unidos. O escritório e a equipe do Cirurgião Geral são conhecidos como Escritório do Cirurgião Geral (OSG ou Office of the Surgeon General em inglês), que está localizado no Escritório do Subsecretário de Saúde.
O cirurgião-geral americano é nomeado pelo presidente dos Estados Unidos e confirmado pelo Senado. O cirurgião-geral deve ser nomeado entre indivíduos que são membros do corpo regular do Serviço de Saúde Pública dos Estados Unidos e têm treinamento especializado ou experiência significativa em programas de saúde pública. O cirurgião-geral tem um mandato de quatro anos e, dependendo se o atual secretário assistente de saúde é um oficial comissionado, é o oficial sênior ou o próximo oficial uniformizado mais antigo do corpo comissionado, ocupando o posto de vice-almirante. O atual cirurgião geral é o vice-almirante Vivek Murthy.

## Responsabilidades
O cirurgião geral se reporta ao secretário adjunto de saúde, que pode ser um almirante quatro estrelas no corpo comissionado, e que atua como o principal assessor do secretário de saúde e serviços humanos em saúde pública e questões científicas. O cirurgião-geral é o chefe geral do corpo comissionado, um quadro de 6 500 membros de profissionais de saúde uniformizados que ficam de plantão 24 horas por dia e podem ser despachados pela secretária do HHS ou pela secretária assistente de Saúde em caso de emergência sanitária.
O escritório também emite periodicamente alertas de saúde. Talvez o exemplo mais conhecido disso seja a etiqueta de advertência do cirurgião geral que está presente em todos os maços de cigarros americanos desde 1966. Um aviso de saúde semelhante apareceu nos rótulos de bebidas alcoólicas desde 1988.

## História
Em 1798, o Congresso criou o Marine Hospital Fund, uma rede de hospitais que cuidava de marinheiros enfermos e deficientes físicos. O Fundo do Hospital da Marinha foi reorganizado em linhas militares em 1870 e tornou-se o Serviço do Hospital da Marinha - o predecessor do atual Serviço de Saúde Pública dos Estados Unidos. O serviço tornou-se um escritório separado do Departamento do Tesouro com sua própria equipe, administração, sede em Washington, D.C., e a posição de cirurgião supervisor (posteriormente cirurgião geral, onde, neste contexto, o adjetivo "geral" segue o substantivo que significa difundido ou geral, não patente militar).

Após 141 anos sob o Departamento do Tesouro, o Serviço passou para a Agência Federal de Segurança em 1939, depois para o Departamento de Saúde, Educação e Bem-Estar em 1953 e, finalmente, para o Departamento de Saúde e Serviços Humanos dos Estados Unidos.

Insignia
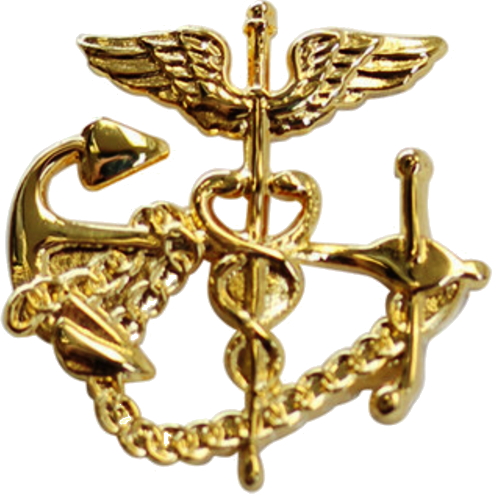
Dispositivo de colar do serviço de saúde pública dos EUA
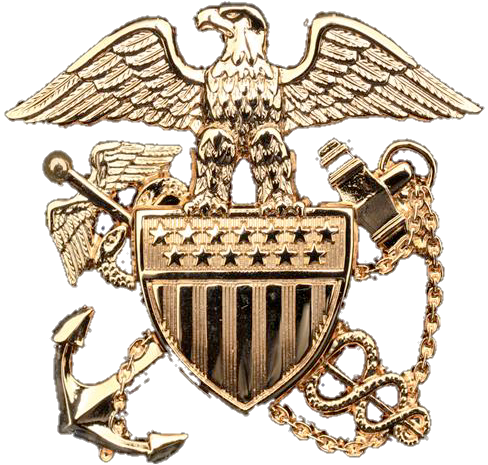
Dispositivo de limite de serviço de saúde pública dos EUA
As estrelas, ombreiras e listras das mangas do cirurgião geral